# Ricochet (balística)

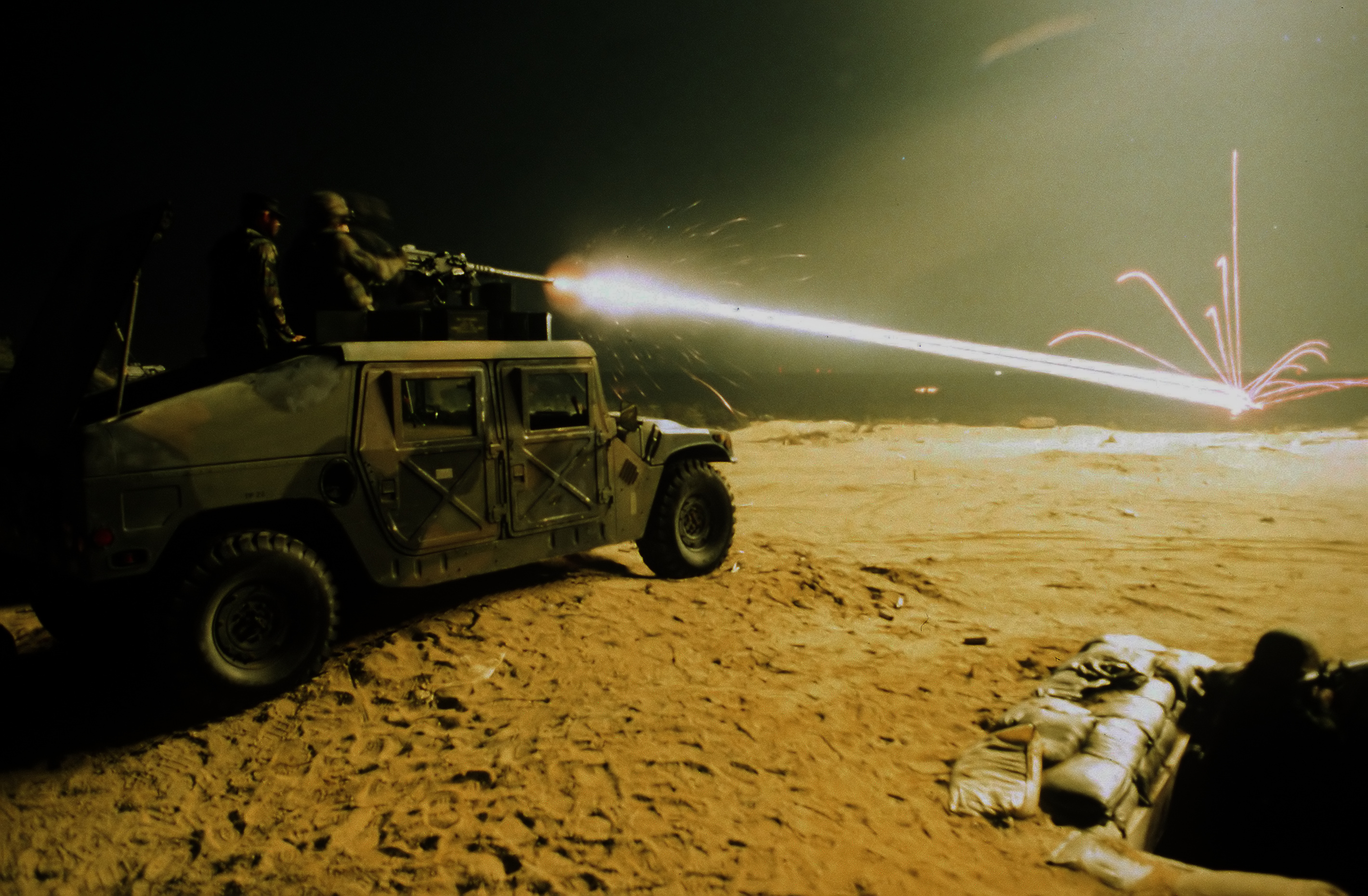
Elementos trazadores separándose de un cartucho de arma M2 después de conectar el objetivo

Un ricochet es un rebote, o un salto desde una superficie, particularmente en el caso de una bala o un proyectil. La mayoría de los rebotes son causados por accidente y, aunque la fuerza de la deflexión desacelera el proyectil, este todavía puede ser enérgico y casi tan peligroso como antes de la deflexión.  
La posibilidad de un ricochet es una de las razones de la regla de seguridad de las armas de fuego comunes: "Nunca disparar a una superficie plana y dura".
Los ricochets pueden ocurrir con cualquier calibre, y las balas cortas o redondas pueden no producir el zumbido audible causado por el tambaleo de formas irregulares. Los ricochets son un riesgo de disparo porque si conservan la velocidad suficiente, el rebote de balas o fragmentos de balas puede causar daños colaterales a animales, a objetos o incluso a la persona que disparó.